# Luigi Luzzi
Luigi Luzzi, de nom complet Luigi Giuseppe Fortunato Luzzi, (Olevano di Lomellina, Província de Pavia, 27 de març de 1824 - Stradella, 26 de febrer de 1876) fou un compositor italià.

## Biografia i obra
El 1827 va quedar orfe i la família es traslladà a la ciutat propera, i més important, de Mortara. Estudià medicina a Torí, però ho deixà per dedicar-se de ple a la seva passió, la música, que alimentava des de petit, quan va prendre lliçons de l'organista de Mortara. Esdevingué un apreciat mestre i compositor de música, distingint-se sobretot com a melodista i autor de música vocal.
El 1847 es donà conèixer posant música a un himne que s'interpretà a Mortara el 1848 amb motiu de la promulgació de l'Estatut Albertí. El 1871, en casar-se, es va establir a Stradella.
Va escriure les òperes Chiarina, Tripilla i La ventola, diverses composicions per a orquestra i per a pianoforte, així com nombroses composicions vocals i instrumentals. Una obra seva sovint interpretada en l'actualitat és l'Ave Maria, Op. 80, que va compondre el 1866.